# Capital Cargo International Airlines
Capital Cargo International Airlines, Inc. (mã IATA = PT, mã ICAO = CCI) là hãng hàng không vận chuyển hàng hóa của Hoa Kỳ, trụ sở ở Orlando, Florida. Hãng cung cấp dịch vụ vận chuyển hàng hóa theo yêu cầu và cho thuê máy bay. Căn cứ chính của hãng ở Sân bay quốc tế Orlando.

## Lịch sử
Capital Cargo International Airlines được Cargo Holdings International (CHI) thành lập từ tháng 9/1995 và bắt đầu hoạt động từ tháng 4/1996. Hãng do Peter Fox làm chủ tịch và được cấp giấy phép từ ngày 24.4.1996. Hãng hiện có 194 nhân viên (tháng 3/2007).
Ngày 2.11.2007, Cargo Holdings International, công ty mẹ của Capital Cargo International Airlines đã ký thỏa thuận bán hãng cho ABX Holdings, Inc.

## Các nơi đến
- Hoa Kỳ
  - Toledo, Ohio
  - Boston, Massachusetts
  - Orlando, Florida
  - Fort Lauderdale, Florida
  - Charlotte, Bắc Carolina
  - Harlingen, Texas
  - El Paso, Texas
  - Wilmington, Ohio
  - San Diego, California
  - Phoenix, Arizona
  - Minneapolis và St. Paul, Minnesota
  - Miami, Florida
  - Raleigh-Durham, Bắc Carolina
- México
  - Guadalajara, Mexico
  - El Marques, Mexico

## Đội máy bay
(Tháng 3/2007) :